# HD 78764
HD 78764 è una stella di magnitudine 4,65 situata nella costellazione della Carena. Dista 953 anni luce dal sistema solare

## Osservazione
Si tratta di una stella situata nell'emisfero celeste australe. La sua posizione è fortemente australe e ciò comporta che la stella sia osservabile prevalentemente dall'emisfero sud, dove si presenta circumpolare anche da gran parte delle regioni temperate; dall'emisfero nord la sua visibilità è invece limitata alle regioni temperate inferiori e alla fascia tropicale. La sua magnitudine pari a 4,6 fa sì che possa essere scorta solo con un cielo sufficientemente libero dagli effetti dell'inquinamento luminoso.
Il periodo migliore per la sua osservazione nel cielo serale ricade nei mesi compresi fra febbraio e giugno; nell'emisfero sud è visibile anche per buona parte dell'inverno, grazie alla declinazione australe della stella, mentre nell'emisfero nord può essere osservata limitatamente durante i mesi primaverili boreali.

## Caratteristiche fisiche
La stella è una subgigante bianco-azzurra di tipo spettrale B2IVe, classificata come stella Be e come variabile Gamma Cassiopeiae, in quanto la sua magnitudine varia da +4,67 a +4,78 in un periodo di 137,7 giorni.
Ha una massa 9,6 volte quella del Sole ed un'età stimata in 20 milioni di anni. Nonostante la relativa giovane età, una stella di questa massa termina rapidamente il combustibile interno e HD 78764 è già uscita dalla sequenza principale e in futuro diverrà una gigante entrando nell'ultimo stadio della propria esistenza. La massa è leggermente superiore a quella che, superata la quale, fa esplodere una stella in supernova piuttosto che evolversi in una nana bianca.
Possiede una magnitudine assoluta di -2,67 e la sua velocità radiale positiva indica che la stella si sta allontanando dal sistema solare.